# 1061
1061 (MLXI) fue un año común comenzado en lunes del calendario juliano.

## Acontecimientos
- Alejandro II es nombrado papa.

## Fallecimientos
- Isaac I, emperador bizantino.
- Nicolás II, papa.